# Perimarginia
Perimarginia is een geslacht van uitgestorven kreeftachtigen uit de klasse van de Ostracoda (mosselkreeftjes).

## Soorten
- Perimarginia ovata Hou, 1955 †
- Perimarginia tuberosa Hou, 1955 †